# Arthez-d'Armagnac
Arthez-d'Armagnac är en kommun i departementet Landes i regionen Nouvelle-Aquitaine i sydvästra Frankrike. Kommunen ligger i kantonen Villeneuve-de-Marsan som tillhör arrondissementet Mont-de-Marsan. År 2022 hade Arthez-d'Armagnac 92 invånare.

## Befolkningsutveckling
Antalet invånare i kommunen Arthez-d'Armagnac
Referens:INSEE

## Galleri

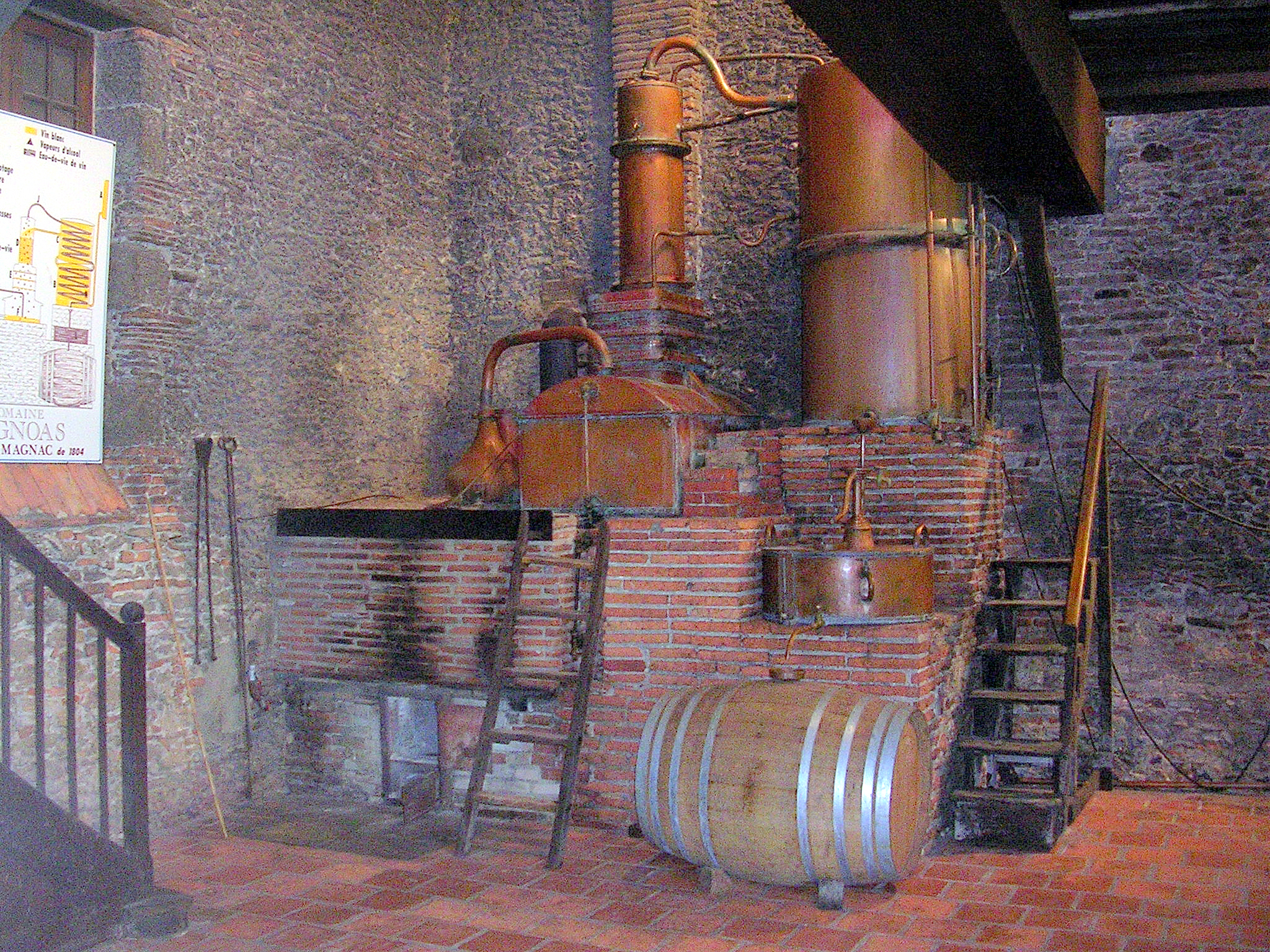